# Gianna Beretta Molla
Gianna Beretta Molla (Magenta, 1922. október 4. – Monza, 1962. április 28.) olasz asszony, orvos, akit II. János Pál pápa 1994-ben boldoggá, majd 2004-ben szentté avatott, mert elutasította az abortuszt, ami szükséges lett volna élete megmentéséhez.

## Élete
Szeretett síelni, zongorázni, koncertekre járni,. „Kivételes szeretetű asszony volt – mondta róla II. János Pál pápa. Gianna Molla a mindennapok szeretetéről és az evangéliumi értékek követéséről tett tanúságot”.
Egy diagnózis előrehaladott méhrákot állapított meg nála, viszont ő elutasította azt a műtétet, ami az élete megmentéséhez, de egyben a magzata halálához is vezetett volna. 1962. április 21-én világra hozta negyedik gyermekét, amibe ő maga belehalt. Ezért a döntéséért vannak akik kritizálják, hiszen így négy gyermekét hagyta árván.
Halála után egy évvel így nyilatkozott róla VI. Pál pápa: „Megható és megrázó az élete. Krisztus melletti hűséges tanúságtétel. Életpéldája, szeretete, önfeláldozása mind–mind az Úr szolgálatába zajlott.”

## Emlékezete
Liturgikus ünnepe: január 10.